# Beta Indi
Beta Indi (β Ind, β Indi) è la seconda stella più luminosa della costellazione dell'Indiano. Di magnitudine apparente 3,66, dista 611 anni luce dal sistema solare.

## Osservazione
Si tratta di una stella situata nell'emisfero celeste australe. La sua posizione decisamente australe fa sì che questa stella sia osservabile specialmente dall'emisfero sud, in cui si mostra alta nel cielo nella fascia temperata; dall'emisfero boreale la sua osservazione risulta invece più penalizzata, e avendo una declinazione di -58° la stella risulta invisibile al di fuori della zona tropicale, più a nord del parallelo 31°N. Essendo di magnitudine 3,66, la si può osservare anche dai piccoli centri urbani senza difficoltà, sebbene un cielo non eccessivamente inquinato sia maggiormente indicato per la sua individuazione.

## Caratteristiche
La stella è classificata come gigante brillante arancione di tipo spettrale K1II; nonostante a causa della distanza maggiore sia apparentemente più debole in cielo rispetto a α Indi e abbia un raggio simile (12 R⊙), la stella è intrinsecamente molto più luminosa della vicina compagna della costellazione, essendo quasi 2000 volte più luminosa del Sole. Ha una massa 6,7 volte quella solare e un'età stimata in poco più di 50 milioni di anni.